# Alchemilla orthotricha
Alchemilla orthotricha là loài thực vật có hoa trong họ Hoa hồng. Loài này được Rothm. mô tả khoa học đầu tiên.